# Gråberget (kulle i Finland)
Gråberget är en kulle i Finland.   Den ligger i den ekonomiska regionen  Helsingfors  och landskapet Nyland, i den södra delen av landet, 17 km väster om huvudstaden Helsingfors. Toppen på Gråberget är 60 meter över havet.
Terrängen runt Gråberget är huvudsakligen platt. Runt Gråberget är det tätbefolkat, med 591 invånare per kvadratkilometer. Närmaste större samhälle är Esbo, 3,5 km norr om Gråberget. I omgivningarna runt Gråberget växer i huvudsak barrskog.